# Oßlinger Berg
Der Oßlinger Berg ist ein ursprünglich 204 m hoher Berg in Sachsen. Der Berggipfel ist durch einen Steinbruch abgetragen worden. Die höchste Stelle des Berges beträgt noch ca. 190 m.

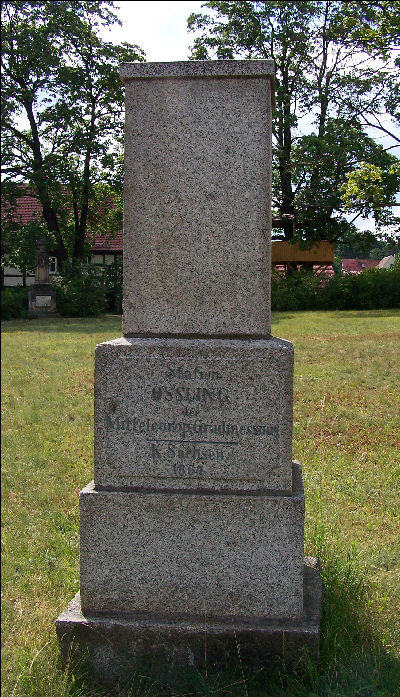
Nagelsche Säule, 1864 auf dem Berg errichtet

## Geografische Lage
Der aus Grauwacke bestehende Berg liegt knapp einen Kilometer westlich vom Ortszentrum von Oßling in der Oberlausitz.

## Geschichte
Als Station Nr. 1 Ossling war der Oßlinger Berg in den 1860er-Jahren eine Station 1. Ordnung der Königlich-Sächsischen Triangulation. Aus diesem Grund war auf dem Gipfel eine Vermessungssäule (Nagelsche Säule, benannt nach August Nagel) errichtet worden.
Wegen des Steinbruches wurde die Säule 1993 von ihrem ursprünglichen Standort entfernt, saniert und ein Jahr später auf dem Kirchhof in Oßling wieder aufgestellt.